# Lysøysundet
Lysøysundet est une localité du comté de Trøndelag, en Norvège . Le village est situé dans la partie nord de la municipalité, près de l’île de Lauvøya et de la fin de l’Åfjorden. Il est situé à environ 5 kilomètres au nord-est du village de Jøssund. Le village se trouve sur le continent, et il est relié par un pont à l’île voisine de Lauvøya.
Le village a une superficie de 0,4 kilomètre carré (99 acres) et une population (en 2018) de 279 habitants, soit une densité de population de 698 habitants au kilomètre carré. Le village est divisé en plusieurs zones : Lysøya, Rømmen, Hellesvika, Tiltrem, Olden, Teksdal et Sundet. Lysøysundet dispose d’une école primaire, d’un jardin d’enfants et d’une maison de soins infirmiers.